# Extrema derecha en Alemania

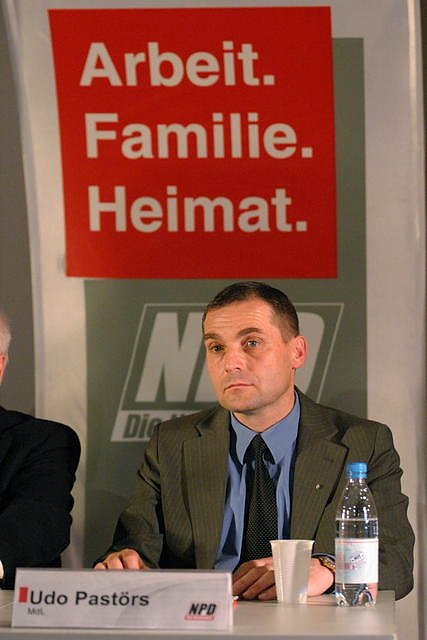
Udo Pastörs, uno de los líderes del Partido Nacionaldemócrata de Alemania (NPD) con un eslogan del partido al fondo: "Trabajo, Familia, Patria".

Tras la caída de la Alemania nazi y la disolución del Partido Nazi en 1945, la extrema derecha en Alemania se reorganizó rápidamente, pero siempre se ha mantenido como un factor marginal en la política alemana.

## Historia

### Años 40, 50 y 60
La extrema derecha alemana comenzó a reorganizarse inmediatamente después de la Segunda Guerra Mundial. 
El Deutsche Rechtspartei fue fundado en 1946, sucedido por el Deutsche Reichspartei en 1950. El Partido Socialista del Reich fue fundado en 1949. La Unión Social Alemana (de Alemania Occidental, no confundir con la Unión Social Alemana surgida en 1990 en Alemania Oriental) fue otro partido neonazi fundado por Otto Strasser en 1950.
La mayoría de estos partidos lograron entrar en Landtags (parlamentos de los estados federados), e incluso en el Bundestag, ya sea porque efectivamente obtuvieron escaños vía electoral o porque diputados electos en representación de otros partidos se unieron a estos movimientos. En 1964 surgió uno de los mayores partidos de extrema derecha en la actualidad, el Partido Nacionaldemócrata de Alemania (NPD), que viviría su mejor momento durante los siguientes cinco años, obteniendo hasta 1969 una serie de éxitos electorales que le permitieron ingresar a varios parlamentos estatales y casi también al Bundestag.

### Años 70, 80 y 90
Durante los años 70, 80 y 90 se fundaron una gran cantidad de movimientos y partidos políticos de ideología ultraderechista. Las organizaciones de carácter neonazi comenzaron a distanciarse de las formas tradicionales de esta ideología, acercándose al strasserismo.
El Volkssozialistische Bewegung Deutschlands/Partei der Arbeit fue fundado en 1971. El Freiheitliche Deutsche Arbeiterpartei fue fundado en 1979. El Frente Nacionalista fue fundado en 1985, el mismo año que la Gesinnungsgemeinschaft der Neuen Front, la Deutsche Volksunion fue fundada en 1987 y la Alternativa Alemana en 1989. La Ofensiva Nacional fue fundada en 1990 y la Liga Alemana para el Pueblo y la Patria en 1991. Muchos de estos partidos y organizaciones fueron prohibidas a comienzos de la década de 1990 por el Ministerio Federal del Interior de Alemania. En 1993 surgió otro partido derechista que poco a poco fue girando a la extrema derecha, el Partido Alemán.

### Desde el 2000 hasta la actualidad
A partir de 2004 el movimiento de más éxito ha sido el Partido Nacionaldemócrata de Alemania, que ganó un 9,2% en las elecciones estatales de Sajonia de 2004, y ganó un 1,6% de los votos a nivel nacional en las elecciones federales de 2005. En las elecciones estatales de Mecklemburgo-Pomerania Occidental de 2006, el NPD recibió el 7,3% de los votos, obteniendo 6 escaños en el Parlamento Regional. En 2004, el NPD tenía 5.300 miembros registrados. En el transcurso de 2006, el NPD elevó su número de miembros a 7.000. La DVU llegó a tener 8.500 miembros. El NPD y la DVU conformaron a partir de 2004 la coalición electoral Pacto por Alemania. En 2011 la DVU se disolvió para integrarse en el NPD.
En 2005 apareció un nuevo partido de extrema derecha llamado Iniciativa Ciudadana pro Alemania y en 2012 otro llamado Die Rechte, presidido por la importante figura neonazi Christian Worch.
Por otra parte, en esta misma década, actuó la organización terrorista neonazi Clandestinidad Nacionalsocialista, que perpetró varios asesinatos y otros atentados.

## Legislación

Algunos neonazis alemanes usan símbolos de la Reichskriegsflagge anteriores a la introducción de la esvástica nazi, y por lo tanto estos son legales en Alemania.

La legislación alemana prohíbe la producción de material pronazi. Los grupos de rock neonazis como Landser han sido prohibidos en Alemania, sin embargo, se han contrabandeado copias de sus álbumes impresas en los Estados Unidos y otros países que aún se venden en el país. Sitios web neonazis alemanes dependen principalmente de los servidores de Internet en los EE. UU. y Canadá. A menudo utilizan símbolos que son una reminiscencia de la esvástica, y adoptan otros símbolos usados por los nazis, como la cruz solar, el Wolfsangel y el sol negro.
Algunos grupos neonazis que históricamente han estado activos en Alemania han atraído la atención del gobierno, siendo estos prohibidos por el Ministerio Federal del Interior o el Tribunal Constitucional, incluyendo el Volkssozialistische Bewegung Deutschlands/Partei der Arbeit prohibido en 1982, el Frente de Acción de los Nacionalsocialistas/Activistas Nacionales prohibido en 1983, el Frente Nacionalista prohibido en 1992, el Partido de los Trabajadores Libres Alemanes prohibido en 1995, la Alternativa Alemana y Ofensiva Nacional, estas dos últimas prohibidas en 1992. El ministro del Interior alemán, Wolfgang Schäuble, condenó a la Juventud Alemana Fiel con la Patria, acusándola de enseñar a los niños que el racismo contra los inmigrantes y el antisemitismo son aceptables. La organización juvenil afirmó que se centraba principalmente en "el medio ambiente, la comunidad y la patria", pero se ha argumentado que tiene vínculos con el NPD.
El 13 de marzo de 2008, el líder del NPD, Udo Voigt fue acusado de incitación al odio popular (Volksverhetzung), por distribuir panfletos cargados de ideas racistas referentes al futbolista alemán Patrick Owomoyela, cuyo padre es nigeriano. En 2009, a Voigt se le dio una sentencia suspendida de siete meses de cárcel y se le ordenó a donar 2.000 euros a UNICEF.